# Desempenho dos países no Torneio Internacional de Toulon

## Desempenho por seleções[1]
| Equipe          | 1974 | 1975 | 1976 | 1977 | 1978 | 1979 | 1980 | 1981 | 1982 | 1983 | 1984 | 1985 | 1986 | 1987 | 1988 | 1989 | 1990 | 1991 | 1992 | 1993 | 1994 | Participações |
| --------------- | ---- | ---- | ---- | ---- | ---- | ---- | ---- | ---- | ---- | ---- | ---- | ---- | ---- | ---- | ---- | ---- | ---- | ---- | ---- | ---- | ---- | ------------- |
| Argentina       | —    | 1º   | —    | —    | —    | 5º   | —    | —    | —    | 2º   | —    | —    | —    | —    | —    | —    | —    | —    | —    | —    | —    | 3             |
| Bélgica         | —    | —    | 7º   | 8º   | —    | —    | —    | —    | —    | —    | —    | —    | 7º   | —    | —    | —    | —    | —    | —    | —    | 4º   | 4             |
| Brasil          | 4º   | —    | —    | —    | —    | —    | 1º   | 1º   | —    | 1º   | —    | —    | —    | 3º   | —    | —    | 3º   | —    | —    | 7º   | —    | 7             |
| Bulgária        | —    | —    | 1º   | 2º   | —    | —    | —    | —    | —    | —    | 8º   | —    | 1º   | 2º   | 3º   | 2º   | —    | —    | —    | 8º   | —    | 8             |
| China           | —    | —    | —    | —    | —    | 6º   | 7º   | —    | —    | 8º   | —    | —    | —    | —    | —    | —    | —    | —    | —    | —    | —    | 3             |
| Costa do Marfim | —    | —    | —    | —    | —    | —    | —    | —    | —    | —    | 5º   | 8º   | —    | —    | —    | —    | —    | —    | —    | —    | —    | 2             |
| Colômbia        | —    | —    | —    | —    | —    | —    | —    | 6º   | —    | —    | —    | —    | —    | —    | —    | —    | —    | —    | —    | —    | —    | 1             |
| França          | —    | 2º   | 2º   | 1º   | 2º   | 4º   | 2º   | 4º   | 7º   | 3º   | 1º   | 1º   | 2º   | 1º   | 1º   | 1º   | 5º   | 2º   | 3º   | 2º   | 3º   | 19            |
| Holanda         | —    | —    | 8º   | 3º   | 3º   | 2º   | 5º   | —    | 3º   | —    | 4º   | —    | —    | —    | —    | 8º   | —    | —    | —    | —    | —    | 8             |
| Hungria         | 1º   | 5º   | —    | 4º   | 1º   | 3º   | —    | —    | 8º   | —    | —    | —    | 5º   | —    | —    | —    | —    | —    | —    | —    | —    | 7             |
| Inglaterra      | —    | —    | —    | —    | —    | —    | —    | —    | —    | —    | —    | 2º   | —    | 4º   | 2º   | 4º   | 1º   | 1º   | 6º   | 1º   | 1º   | 9             |
| Itália          | —    | 3º   | 6º   | 5º   | —    | —    | —    | 7º   | —    | —    | —    | —    | —    | 8º   | —    | —    | —    | —    | —    | —    | —    | 5             |
| Iugoslávia      | —    | —    | —    | —    | —    | 7º   | —    | —    | 1º   | —    | —    | —    | —    | —    | —    | —    | 6º   | —    | 2º   | —    | —    | 4             |
| México          | —    | 4º   | 3º   | —    | 4º   | —    | 8º   | —    | —    | —    | 7º   | 7º   | —    | —    | 7º   | —    | —    | 8º   | 4º   | 6º   | —    | 10            |
| Polônia         | 1º   | 7º   | —    | —    | 6º   | —    | —    | —    | —    | —    | —    | —    | —    | —    | —    | —    | —    | 7º   | —    | —    | —    | 4             |
| Portugal        | —    | 8º   | 4º   | 7º   | —    | —    | —    | 5º   | 6º   | —    | —    | —    | 4º   | 6º   | —    | —    | 4º   | —    | 1º   | 4º   | 2º   | 11            |
| Tchecoslováquia | 3º   | 6º   | —    | —    | —    | —    | 3º   | 2º   | 2º   | —    | 3º   | —    | —    | —    | —    | —    | 2º   | —    | 7º   | —    | —    | 8             |
| União Soviética | —    | —    | —    | —    | —    | 1º   | 4º   | 3º   | 5º   | 5º   | 2º   | 6º   | 3º   | 5º   | 4º   | —    | 7º   | 6º   | —    | —    | —    | 12            |
| Equipe          | 1974 | 1975 | 1976 | 1977 | 1978 | 1979 | 1980 | 1981 | 1982 | 1983 | 1984 | 1985 | 1986 | 1987 | 1988 | 1989 | 1990 | 1991 | 1992 | 1993 | 1994 | Participações |

| Equipe          | 1995 | 1996 | 1997 | 1998 | 1999 | 2000 | 2001 | 2002 | 2003 | 2004 | 2005 | 2006 | 2007 | 2008 | 2009 | 2010 | 2011 | 2012 | 2013 | 2014 | Participações |
| --------------- | ---- | ---- | ---- | ---- | ---- | ---- | ---- | ---- | ---- | ---- | ---- | ---- | ---- | ---- | ---- | ---- | ---- | ---- | ---- | ---- | ------------- |
| Argentina       | —    | 4º   | —    | 1º   | 2º   | —    | —    | —    | 3º   | —    | —    | 5º   | —    | —    | 3º   | —    | —    | —    | —    | —    | 6             |
| Bélgica         | —    | 10º  | —    | —    | —    | —    | —    | —    | —    | —    | —    | —    | —    | —    | —    | —    | —    | —    | 9º   | —    | 2             |
| Brasil          | 1º   | 1º   | —    | 5º   | 8º   | —    | —    | 1º   | —    | 4º   | —    | —    | —    | —    | —    | —    | —    | —    | 1º   | 1º   | 8             |
| Chile           | —    | —    | —    | —    | —    | —    | —    | —    | —    | —    | —    | —    | —    | 2º   | 1º   | 4º   | —    | —    | —    | 9º   | 4             |
| China           | —    | —    | —    | 4º   | —    | —    | —    | 8º   | —    | 3º   | —    | 4º   | 2º   | —    | —    | —    | 8º   | —    | —    | 8º   | 7             |
| Costa do Marfim | —    | —    | —    | —    | —    | 4º   | —    | —    | —    | —    | —    | —    | 3º   | 3º   | —    | 1º   | 7º   | —    | —    | —    | 5             |
| Colômbia        | —    | 5º   | 4º   | —    | 1º   | 1º   | 2º   | —    | 5º   | 6º   | —    | 7º   | —    | —    | —    | 5º   | 1º   | —    | 2º   | 7º   | 12            |
| Dinamarca       | —    | —    | —    | —    | —    | —    | —    | —    | —    | —    | —    | —    | —    | —    | —    | 2º   | —    | —    | —    | —    | 1             |
| França          | 2º   | 2º   | 1º   | 2º   | 3º   | —    | 3º   | —    | —    | 1º   | 1º   | 1º   | 1º   | 7º   | 2º   | 3º   | 2º   | 4º   | 3º   | 2º   | 17            |
| Holanda         | —    | 9º   | 10º  | —    | 5º   | —    | 4º   | —    | —    | —    | —    | 2º   | 6º   | 5º   | 4º   | —    | —    | 3º   | —    | —    | 9             |
| Hungria         | —    | —    | —    | —    | —    | —    | —    | —    | —    | —    | —    | —    | —    | —    | —    | —    | 6º   | —    | —    | —    | 1             |
| Inglaterra      | 3º   | 8º   | —    | 6º   | —    | —    | —    | 4º   | 10º  | —    | 3º   | —    | —    | —    | —    | —    | —    | —    | —    | 4º   | 7             |
| Itália          | —    | —    | —    | —    | —    | 3º   | 7º   | 2º   | 2º   | —    | —    | —    | —    | 1º   | —    | —    | 3º   | —    | —    | —    | 6             |
| México          | 5º   | —    | 3º   | —    | 4º   | 7º   | —    | —    | 4º   | —    | 4º   | 6º   | —    | —    | —    | —    | 4º   | 1º   | 6º   | 6º   | 11            |
| Polônia         | —    | —    | —    | —    | —    | —    | 6º   | 9º   | 9º   | —    | —    | —    | —    | —    | —    | —    | —    | —    | —    | —    | 3             |
| Portugal        | —    | 3º   | 2º   | 3º   | 7º   | 2º   | 1º   | 7º   | 1º   | 5º   | 2º   | 3º   | 4º   | —    | 6º   | —    | 5º   | —    | 4º   | 3º   | 16            |
| Suécia          | —    | —    | —    | —    | —    | —    | —    | —    | —    | 2º   | —    | —    | —    | —    | —    | —    | —    | —    | —    | —    | 1             |
| Turquia         | —    | —    | —    | —    | —    | —    | —    | —    | 7º   | —    | —    | —    | —    | 6º   | —    | —    | —    | 2º   | —    | —    | 3             |
| Equipe          | 1995 | 1996 | 1997 | 1998 | 1999 | 2000 | 2001 | 2002 | 2003 | 2004 | 2005 | 2006 | 2007 | 2008 | 2009 | 2010 | 2011 | 2012 | 2013 | 2014 | Participações |

## Participações por país
| País            | Participações | 1º Lugar | 2º Lugar | 3º Lugar |
| --------------- | ------------- | -------- | -------- | -------- |
| França          | 36            | 11       | 13       | 7        |
| Portugal        | 27            | 3        | 4        | 4        |
| México          | 21            | 1        |          | 2        |
| Holanda         | 17            |          | 2        | 4        |
| Brasil          | 15            | 8        |          | 2        |
| Inglaterra      | 15            | 4        | 2        | 2        |
| Colômbia        | 13            | 3        | 2        |          |
| União Soviética | 12            | 1        | 1        | 2        |
| Itália          | 11            | 1        | 2        | 3        |
| China           | 10            |          | 1        | 1        |
| Argentina       | 9             | 2        | 2        | 2        |
| Bulgária        | 8             | 2        | 3        | 1        |
| Hungria         | 8             | 2        |          | 1        |
| Tchecoslováquia | 8             |          | 4        | 3        |
| Costa do Marfim | 7             | 1        |          | 2        |
| Polônia         | 7             | 1        |          |          |
| Bélgica         | 6             | 1        |          |          |
| Chile           | 4             | 1        | 1        |          |
| Iugoslávia      | 4             | 1        | 1        |          |
| Turquia         | 3             |          | 1        |          |
| Suécia          | 1             |          | 1        |          |
| Dinamarca       | 1             |          | 1        |          |